# Susquehannock
|  | Aquest article tracta sobre la llengua. Si cerqueu l'etnia, vegeu «minqua». |

El susquehannock és una llengua extingida que havia estat parlada antigament pels amerindis conestoga, susquehannock o andaste. Forma part de la família de les llengües iroqueses. S'ha conservat poc de la llengua susquehannock. L'única font és un Vocabula Mahakuassica compilat pel missioner suec Johannes Campanius durant la dècada de 1640 i publicada amb addicions en 1702. El vocabulari de Campanius conté només 89 paraules però és suficient per mostrar que el susquehannock era una llengua iroquesa septentrional estretament relacionada amb les de les Cinc Nacions. Restes “fossilitzades” en la toponímia de la llengua susquehannock son els noms dels rius Conestoga, Juniata, i Swatara.